# NGC 4400
NGC 4400 je dio galaktike/zvjezdana skupina/H II područje/zvjezdana asocijacija u prečkastoj spiralnoj galaktici NGC 4395, u zviježđu Lovačkim psima, u skupini Lovačkim psima I(Canes Venatici I, CVn I, skupina M94).
U fotografskim istraživanjima koje je sprovela zvjezdarnica Palomar 1958. zabilježena je u skupini pod brojem 105.

## Vanjske poveznice
- (engl.) SEDS: NGC 4400
- (engl.) Revidirani Novi opći katalog
- (engl.) Izvangalaktička baza podataka NASA-e i IPAC-a
- (engl.) Astronomska baza podataka SIMBAD
- (engl.) VizieR